# Ronald Austin Mulkearns
Ronald Austin Mulkearns (* 11. November 1930 in Glenhuntly; † 3. April 2016) war ein australischer Geistlicher und römisch-katholischer Bischof von Ballarat.

## Leben
Ronald Austin Mulkearns empfing am 22. Juli 1956 von Erzbischof Justin Daniel Simonds die Priesterweihe für das Erzbistum Melbourne.
Papst Paul VI. ernannte ihn am 5. September 1968 zum Koadjutorbischof von Ballarat und zum Titularbischof von Cululi. Die Bischofsweihe spendete ihm der Erzbischof von Melbourne, James Robert Knox, am 4. Dezember desselben Jahres. Mitkonsekratoren waren der Bischof von Ballarat, James Patrick O’Collins, und der Bischof von Sale, Arthur Francis Fox.
Mit dem altersbedingten Rücktritt James Patrick O’Collins' am 1. Mai 1971 folgte er ihm als Diözesanbischof von Ballarat nach.
Am 30. Mai 1997 nahm Papst Johannes Paul II. seinen vorzeitigen Rücktritt an.